# Sigma Columbae
Sigma Columbae este denumirea Bayer a unei stele gigant galben-alb[ din constelația Porumbelul. Ea are o magnitudine aparentă de aproximativ 5.526 și se află la o distanță de aproximativ 1463 ani-lumină (448 parseci) de la Pământ.